# Họ Lanthan
Họ Lanthan (tiếng Anh: Lanthanide hoặc Lanthanoid) là một nhóm các nguyên tố hóa học gồm 15 nguyên tố kim loại với số hiệu nguyên tử từ 57 tới 71, từ Lanthan tới Luteti. Các nguyên tố này, cùng với những nguyên tố tương tự như Scandi và Ytri được coi là những nguyên tố đất hiếm trong vỏ Trái Đất. Kí hiệu Ln thường được sử dụng khi đề cập tới bất cứ nguyên tố nào trong họ này. 
| Lanthanum57La13891 | Cerium58Ce14012 | Praseodymium59Pr14091 | Neodymium60Nd14424 | Promethium61Pm[145] | Samarium62Sm15036 | Europium63Eu15196 | Gadolinium64Gd15725 | Terbium65Tb15893 | Dysprosium66Dy16250 | Holmium67Ho16493 | Erbium68Er16726 | Thulium69Tm16893 | Ytterbium70Yb17305 | Lutetium71Lu17497 |

| Đen=Rắn | Lục=Lỏng | Đỏ=Khí | Xám=Chưa xác định | Màu của số hiệu nguyên tử thể hiện trạng thái vật chất (ở 0 °C và 1 atm) |

| Nguyên thủy | Từ phân rã | Tổng hợp | Đường viền ô nguyên tố thể hiện sự hiện diện trong tự nhiên của nguyên tố |